# 巴希涅
巴希涅（烏克蘭語：Башине），是烏克蘭西北部的村莊，隸屬里夫內州的里夫內區。該村始建於1546年，面積0.64平方公里，海拔高度186米，2001年人口达131人，人口密度每平方公里205.7人。